# اشبرتون (دوون)
latitudeاشبرتون (دوون)longitudeاشبرتون (دوون)
اشبورتون، دوون (به انگلیسی: Ashburton, Devon) یک شهرک در بریتانیا است که در جنوب غربی انگلستان واقع شده‌است.

## خصوصیات
اشبورتون ۳٬۳۴۶ نفر جمعیت دارد.